# 非处方药
非處方藥（英語：over-the-counter drug，縮寫：OTC）又稱為成藥，與處方藥相對，指的是不需要醫生的處方而可以從藥店購買得到的藥品。这些藥品臨床應用時間較長、藥效確定、藥物不良反應較少，患者不須擁有過多的專業知識，僅憑藥品說明書和標籤就可安全使用。
相反地，處方藥只能提供給持有處方箋的人，並且只能由患者本人使用。各個國家或地區對於銷售藥品的機構、配藥人員、以及是否需要處方，各有不同的法律規定。在許多國家及地區中，非處方藥由監管機構所規定，以確保藥品的成分在沒醫生提供指引的情況下使用，仍然安全有效。針對非處方藥，政府機構通常監管其活性藥物成份，而不是配方及最終產品。也就是說，允許藥廠自由決定成分劑量或者是成分的組合，做出自己特有的組合。
有些藥物在法律上雖被歸類為非處方藥，但只有在藥劑師評估患者的需求或提供過患者用藥教育之後，才允許給藥。

## 非處方藥的劃分共識
目前，專業領域比較公認的劃分非處方藥的標準有如下幾條：
- 說明書通俗易懂，患者可按照說明書安全用藥
- 適應症为可自我診斷的疾病，療效迅速並可为患者自身察覺
- 能緩解疾病的初始症狀或延緩病情進展
- 適應症範圍有一定限度
- 不含有毒性或產生物質依賴的成分，不良反應少，無累積，不會引發耐藥性
- 貯存稳定

## 用法
根據報導，截至2011年，美國約有三分之一的老年人使用非處方藥。 到2018年，美國成年人把非處方藥物當作輕微病症的一線治療藥物，比例已達到81％。

## 各國法規

### 中国大陆
根据中华人民共和国药品管理法的规定，在中国大陆非处方药分为甲类非处方药和乙类非处方药两种，分别使用红色和绿色的“OTC”（Over-The-Counter）标志（甲类非处方药：OTC；乙类非处方药：OTC）。甲类非处方药不须医生处方就可以购买和出售，但必须在药店出售，并在藥劑師指导下使用；乙类非处方药有着长期安全使用的记录，可以像普通商品一样在符合资格的超市、杂货店直接出售。无论甲类非处方药还是乙类非处方药，在经过审批之后都可以在大众媒体上发布商业广告，而处方药不被允許。

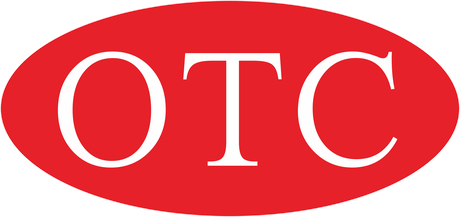
中国大陆非处方药（OTC）-甲类标志

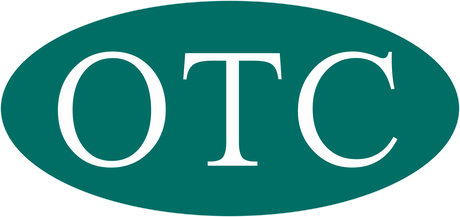
中国大陆非处方药（OTC）-乙类标志

非处方药有时与处方药有一定的交叉，即有的药以某一种用途使用时是非处方药，做另一种用途使用的时候则是处方药，如止酸药西咪替丁、雷尼替丁、法莫替丁，作为处方药可用于胃、十二指肠溃疡、上消化道出血等症，作为非处方药，则只能用于胃酸过多等症状，服用一週。
即使是非处方药，其购买销售仍有可能存在限制，例如含有麻黄碱成分的非处方药须实名限量购买，以防止不法分子用于制取毒品。

### 加拿大
在加拿大，藥物分為四類：
- 第1類：需要根據處方箋才能出售，由有證照的藥劑師提供。

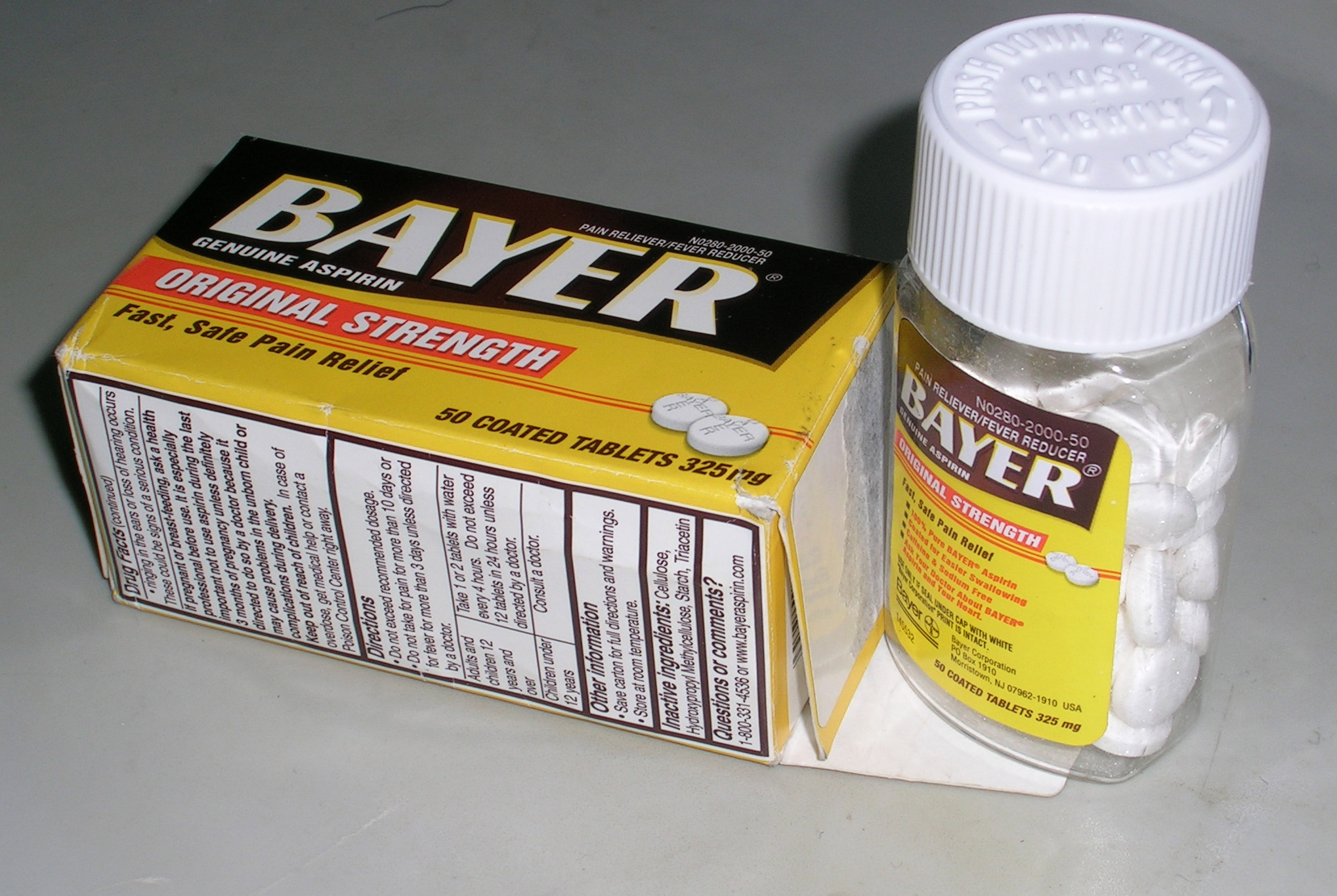
非處方藥的包裝，有兒童安全包裝的瓶蓋，還有防篡改紙盒，以及紙盒的内部封接。

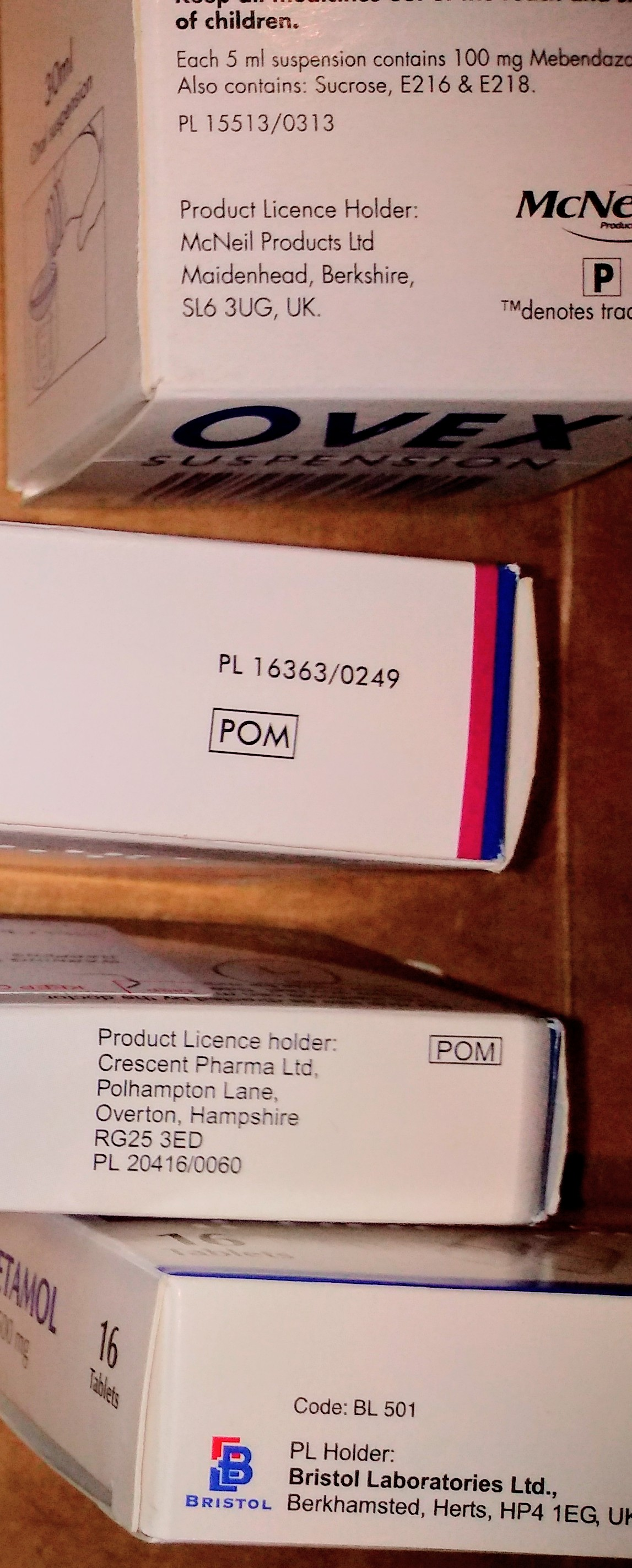
相片中四種在英國登記的藥物，PL為藥物許可號碼、POM為處方藥（Prescription Only Medicine）、P為非處方藥（Pharmacy Medicine）。

- 第2類：不需要處方箋，但需要藥劑師做過評估後才能銷售。這些藥物被放置在藥房之內，外人不得進入的區域，所以被稱為"櫃檯後面的藥物（behind-the-counter）"（出售時，藥物要經過櫃檯才能交給顧客，所以非處方藥被稱為over-the-counter drug）。
- 第3類：不需要處方箋，但必須放在藥劑師可監督的區域。這些藥物放在零售店中可讓消費者作自我選擇的區域，但是如果有需要時，藥劑師可對客人的自我選擇提供協助。
- 前三類之外的藥物：不需要處方箋，可在任何零售店內出售。

除了第1類以外，其他三項的藥物，由於它們不需處方即可出售，都被視為OTC藥物。加拿大國家藥品監督管理局協會（National Association of Pharmacy Regulatory Authority）曾在設定這些藥品分類時提供過建議，但是各省可決定自己的分類。藥物分類在加拿大各省會有差異。

### 印度
2016年11月，印度藥物諮詢委員會（Drug Consultative Committee，DCC）宣布將著手制定無需處方即可配藥的定義。在此之前，一般假設是沒被歸入處方藥類別的藥物，都可不用處方箋即可購買。由於缺乏明確的法律定義，導致印度這個40億美元的市場區塊未能被有效監管。到2019年8月20日，在DCC的第57次會議中，委員會繼續提供建議給中央政府，希望OTC藥物能被單獨列為一類藥物，但是中央政府尚未有明確的決定。

### 荷蘭
在荷蘭，藥物有四個類別：
- UR（Uitsluitend Recept）：處方藥
- UA（Uitsluitend Apotheek）：需經過藥劑師銷售
- UAD（Uitsluitend Apotheek of Drogist）：要經過藥劑師或藥房銷售
- AV（Algemene Verkoop）：可在一般商店中銷售

列為UA的藥物得當作OTC藥物出售，但只能由藥劑師經手。藥物可像其他商品一樣放在貨架上。譬如有多潘立酮、400毫克布洛芬（最多50片）、和右美沙芬。為UAD的藥物也可在藥房（這種藥店不出售處方藥，只備有一般鎮痛藥和止咳藥，選擇範圍相對較少）販售。藥品通常擺在在貨架上，內店同時販售玩具、小工具、香水、和順勢療法產品。這種類別的藥物，它們風險和成癮潛能都比較小。實例是低劑量的萘普生和雙氯芬酸、腦安能、400毫克的布洛芬（最多20片）、和500毫克的對乙酰氨基酚（最多50片）。列為AV的藥物僅包括對公眾風險最小的藥物，可在超市、加油站等處銷售，例如對乙酰氨基酚最多20片、200毫克的布洛芬最多10片、鹽酸西替利嗪、和洛哌丁胺。

### 美国
在美國，OTC藥物的生產和銷售受美國食品藥品監督管理局（FDA）監管。FDA要求所有“新藥”在進入州際貿易之前必須獲得新藥申請（NDA）的核准，但通常被公認安全與有效（GRAS/E）的藥物，這種要求會被豁免。在NDA的規定出現之前即已在市場上流通的大量OTC藥物，FDA創建OTC專論系統來審查藥物類別，經過專家小組認為符合公認安全與有效的，就歸入GRAS/E這一類 。如果某些類別的OTC藥物符合聯邦規則彙編確定版本專論指南中有關劑量、標籤、和警告的，也不需獲得NDA核准，得繼續在市場銷售。
因此，OTC藥物的銷售可（1）根據FDA的專論，或者（2）根據NDA，不符合特定專論的。某些OTC藥物也有可能根據《聯邦食品、藥品和化妝品法案》的祖父條款進行銷售，但FDA從未正式承認有任何合法的祖父條款OTC藥物。
在美國，獲得FDA批准的OTC藥品的例子，有防曬霜、抗菌劑、和抗真菌藥，內服或外用的產品，如利多卡因和阿司匹林等的鎮痛藥、對銀屑病及皮膚炎做局部治療的藥物、含有煤焦油的去頭皮屑洗髮水、和其他具有有局部治療作用的藥物。
FDA負責監管處方藥的廣告，而聯邦貿易委員會則對OTC藥物的廣告作監管。
FDA要求OTC藥物必須貼有認可的"藥物說明"標籤，把有關藥物的資訊傳達給消費者。標籤須符合規定的格式，以便一般消費者了解。藥品說明的標籤上包含有關產品活性成分、適應症和目的、安全警示、使用說明、和賦形劑的資訊。
2020年通過的《冠狀病毒援助，救濟和經濟安全法案》（CARES法案）包括一些改革措施，讓美國某些OTC藥物監管方式現代化。雖然有許多OTC藥物的專論需要更新，但要做更新或更改，所需的通知和規則制定程序（notice-and-comment rulemaking process）緩慢又繁瑣。CARES法案使用行政命令取代緩慢又繁瑣的程序。

#### 受限制的非處方藥
由於第三類非處方藥雖屬FDA監管，但由於定義不清，又同時受到其他銷售管理規定的限制。這些藥物在法律上被歸類為OTC藥品，但通常都放置在櫃檯後面，並且僅在其所在州的註冊商店中出售。並未在便利店和雜貨店中銷售（這些商店有銷售其他非限制性的OTC藥品）。
例如，許多藥房把含有偽麻黃鹼（一種OTC藥品）的產品轉放到特定位置，客戶必須經過藥劑師方得購買。這種藥物原本不需要處方；但為減少甲基安非他命（俗稱冰毒）的製造而做的更改。自從伊利諾伊州甲基苯丙胺前體管制法案和隨後的2005年聯邦打擊甲基苯丙胺氾濫法案通過後，對於偽麻黃鹼的購買就有限制。偽麻黃鹼的賣者必須取得並記錄買者的身份，並有數量的限制。有些州會有更嚴格的要求（例如在俄勒岡州，對於購買偽麻黃鹼，不論數量，都要求醫師處方）。
最初嘗試控制甲基安非他命的使用（要求購買者在提出購買文件時，附上政府發行的身份證件，並限制採購數量），當此做法仍無法達到減少冰毒使用和製造的目的之後，密西西比州州議會上院於2010年2月2日通過第512號法案 "要求擁有經過合格的醫事人員開立處方，才能購買特定的OTC藥品（這些藥品含有偽麻黃鹼、麻黃鹼、或任何其他前導化學品，能夠容易地和非法地轉換為甲基苯丙胺、甲卡西酮，或是轉換成任何苯乙胺/苯丙胺的活性/類別類似物。" 
</ref>但是，美國大多數的州並未要求購買含有這類物質而需要醫師處方，仍然將其當作OTC藥物販售。

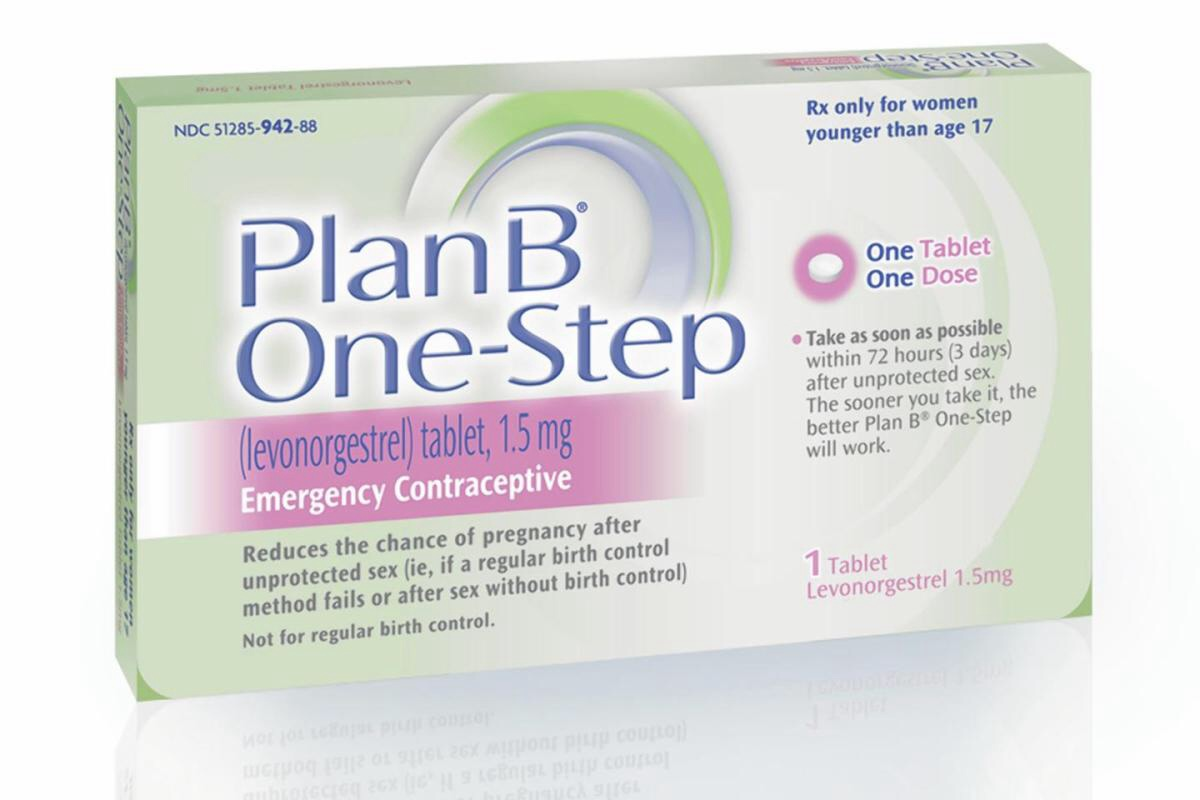
商品名Plan B One-Step的左炔諾孕酮緊急避孕藥。

類似的限制法規曾經用於某些緊急避孕藥上。但是，FDA在2014年2月25日批准的一項商品名Plan B One-Step（緊急避孕藥）的仿製藥（通用名藥物），就沒有銷售限制。對於購買者沒年齡限制，也不需要出示身份證明。
此外，某些根據管制藥物法案（CSA）而被歸類為美國管制藥物第V類的藥物，在某些州會被被歸類為OTC藥物。此類藥物無需處方即可出售，但要遵守登記規則，還有數量和/或年齡限制，並且配藥必須由藥房來從事。

### 英國
在英國，藥物受到《 2012年人類用藥規定（The Human Medicines Regulations 2012）》的約束。藥物分為以下三類：
1. 處方藥（Prescription Only Medication，POM），只有經過合格人員開立處方的情況下才能合法使用。法律要求必須由藥劑師配藥。藥物是專門開立給持有處方箋的患者，因此只有患者才能服用，例如多數的抗生素以及全部的抗抑鬱藥，或抗糖尿病藥。包含在POM中的藥物包括高強度止痛藥，例如羥二氫可待因酮（英语：Oxycodone）和曲馬多、唑吡坦（商品名Ambien），地西泮（商品名Valium）等藥物、以及某些局部用藥，例如皮質類固醇。這些藥物通常透過藥房銷售，尤其是那些掛有"CD POM"標誌的藥房，因為例如二苯哌己酮（英语：dipipanone）、替馬西泮、和美沙酮有被濫用的風險，這些藥品會受到管制。
2. 一般銷售清單（General Sales List，GSL），銷售人員無需任何藥學訓練即可銷售（因此它們可在任何地方銷售，例如說在超市）。正確使用對大多數人來說應該都是安全的。這些藥品的例子包括一份16包（或更少）的止痛藥，如對乙酰氨基酚（或稱為撲熱息痛）和布洛芬，以及許多其他安全藥物，如小包裝的抗組織胺藥、瀉藥、和護膚霜。
3. 僅限藥房出售藥物（Pharmacy Medicines，P）是法律上既不屬於POM藥物，也不屬於GSL藥物。可在註冊藥房出售，但不能用於消費者自選。在GSL清單中保留的'P'類藥物，因為它們需要使用的建議，或需要轉給開立處方者的情況下使用。經過適當訓練的櫃檯助理可在藥劑師的監督下出售'P'類藥物，並會提出問題，以確定是否需要轉介客戶找藥劑師討論。在某些情況下，有些'POM'藥物可以作為'P'藥物使用。

如果在不適合銷售'P'類藥物的情況（即身體狀況不適合自我管理，且需要轉介給醫生），則不應銷售，並且藥劑師有法律和專業上的義務把顧客轉介到更適當的人處理。
這些實例包括一些助眠藥片，例如二苯哌己酮、驅蟲片劑，例如甲苯咪唑、具有少量可待因的止痛藥（每片最多12.8 mg）、和偽麻黃鹼。只能作為處方藥的藥物在包裝盒/容器的某處會有[POM]的標誌。僅限藥房出售的藥物會有[P]的標誌。 [P]藥物不需要處方，英國皇家藥學會法規要求藥房銷售助理提出某些問題，具體問題取決於客戶的說法。如果他們要求特定的產品，那麼藥房助理必須詢問"作什麼用途"，"您症狀出現多長時間了"，"您是否會對任何藥物過敏"，"您是否目前正在服用任何藥物"（合併稱為'WHAM'的問題 ）。
如果客戶來尋求治療用藥，例如花粉熱，則必須詢問以下WHAM的問題："誰要服用"、"症狀是什麼"、"症狀有多長時間"、"是否針對您的症狀採取過什麼樣的措施"、和"您是否正在服用其他藥物"。如果有必要，藥劑師可利用此類問題而讓銷售不成。除非有負責的藥劑師在店內現場值班，否則在藥房內的[POM]、[P]、或[GSL]產品不得出售、調配、或預製。在超市和加油站中的藥品僅以較小的包裝出售。通常，大包裝將被標記為[P]，並且只能在藥房購買。通常，由於或許有濫用的可能，購買大劑量[P]藥物（例如右美沙芬、鹽酸異丙嗪、可待因、或鴉片酊（在英國的商品名為Gee's linctus））的客戶會受到詢問。

### 中華民國
依據中華民國藥事法第八至第十一條規定，國內非處方藥包括「醫師藥師藥劑生指示藥」（以下簡稱指示藥）、「成藥」與「固有成方製劑」。其中指示藥需經醫師藥師與藥劑生指示使用；成藥由於作用緩和，使用簡便，民眾可不需醫師指示即可購買使用；而固有成方製劑指我國固有醫藥習慣使用，具有療效之中藥處方，並經中央衛生主管機關選定公佈者。

## 處方藥和非處方藥之間轉換
通常，非處方藥主要是用於治療不需要醫生直接監督的病症，且必須證明是相當安全和具有良好的人體耐受性。雖然非處方藥會被要求幾乎不具有或完全沒有濫用的可能性，但是在某些地區仍可買到被當作OTC藥物的可待因（通常配方會受到嚴格的限制，或者在購買時需要提交書面文件或身份證明）。
藥物被證明安全且成為適當的處方藥之後經過一段時間，有機會從處方藥轉換為OTC藥物。
例如苯海拉明（商品名Benadryl），曾是一種處方的抗組胺藥，但是現在幾乎各地都可當非處方藥購得。
另外的例子是美國的西咪替丁（商品名泰胃美（Tagamet），在1991年轉為非處方藥和氯雷他定（在2002年轉為非處方藥，請參考氯雷他定#History部分）。還有澳大利亞的布洛芬（在2003年轉為非處方藥）。
基於安全考量，而非市場因素，而將OTC藥物從市場撤出的情況並不常見，但仍會偶爾發生。例如，苯丙醇胺在美國被停止銷售，是因為擔心會引起年輕婦女中風的風險。有項針對消費者在非處方藥的風險和使用看法的研究，得出的結論是，一小部分消費者更願意使用非處方藥，而不過度擔心伴隨的潛在風險。由於對成分中的致癌物質N-亞硝基二甲胺（NDMA）的擔憂，雷尼替丁（商品名Zantac）在好幾個市場中被下架。
在英國，博姿在2007年2月宣布將嘗試在英格蘭曼徹斯特的商店中以OTC藥物的方式銷售西地那非（商品名威爾剛，俗稱偉哥。以前只能作為處方藥購買）。年齡在30至65歲之間的男性，諮詢過藥劑師之後，可一次購買四片。
2017年，英國藥品和保健產品監管局頒布擴大全國銷售範圍的法律。允許含有西地那非的特定品牌製劑-Viagra Connect（50毫克）-從2018年初開始不需處方即可銷售。18歲以上的消費者即可購買，在購買時仍需與藥劑師諮商，沒有購買數量的限制
截至2018年，美國FDA已批准15家藥廠在美國銷售西地那非的通用名藥物。這些藥廠中有七家位於印度。價格很可能會因此大幅下降。

## 外部連結
- 中国非处方药物协会 （页面存档备份，存于）
- Complete list of OTC drugs
- "Over-the-Counter Medicines Guide" （页面存档备份，存于）, Tool Box at ConsumerMedSafety.org
- Over-the-counter (OTC) medicines （页面存档备份，存于） at FamilyDoctor.org, maintained by the American Academy of Family Physicians. Contains extensive information on over-the-counter drugs and their responsible use, including specific guidance on several drug classes in question-and-answer format and information on common drug interactions.
- UK Medicines and Healthcare Products Regulatory Agency list of substances on general sales list （页面存档备份，存于）
- National Institute on Drug Abuse: "NIDA for Teens: Cough and Cold Medicine (DXM and Codeine Syrup) （页面存档备份，存于）"